# Phenomenal
Phenomenal è un singolo del rapper statunitense Eminem, pubblicato il 2 giugno 2015 come primo estratto dall'album Southpaw (Music from and Inspired By the Motion Picture), pubblicato il 2 giugno 2015.

## Antefatto
Per promuovere l'uscita del singolo, è uscita un'anteprima della canzone nel trailer del film Southpaw, con Jake Gyllenhaal. Alla fine del video, Eminem urla "I am Phenomenal", facendo intuire alla gente riguardo al titolo della canzone.
Il 1º giugno 2015, l'audio del brano è stato rilasciato sul canale ufficiale di YouTube EminemMusic.

## Video musicale
Il video è stato presentato in anteprima il 3 luglio, tramite Apple Music.
Girato presso gli Universal Studios in California e diretto da Rich Lee, la clip, dalla durata di 7:22, presenta Eminem come una persona con abilità sovrumane, anche se soffre di perdita di memoria, e vede la partecipazione degli attori John Malkovich e Randall Park.
Il video è stato successivamente pubblicato il 1º ottobre 2015 tramite Vevo. Il 27 ottobre 2015 è stato pubblicato il backstage che mostra la realizzazione del video musicale.

## Tracce
1. Phenomenal – 4:43 (testo: Marshall Mathers, Luis Resto, Mario Resto – musica: Marshall Mathers, Luis Resto)